# باول ن. لازاروس الثالث
باول ن. لازاروس الثالث (بالإنجليزية: Paul Lazarus III)‏ هو كاتب ومؤلف وأستاذ جامعي ومنتج أفلام أمريكي، ولد في 25 مايو 1938 في نيويورك في الولايات المتحدة.

## وصلات خارجية
- باول ن. لازاروس الثالث على موقع IMDb (الإنجليزية)
- باول ن. لازاروس الثالث على موقع قاعدة بيانات الفيلم (الإنجليزية)